# JFK特快
JFK特快（英語：JFK Express），廣告稱為「前往飛機的列車」，是美國紐約地鐵一條已經停運的特別急行列車服務路線，連接曼哈頓中城至約翰·甘迺迪國際機場（下稱JFK機場）。它在1978年至1990年之間營運，主要使用R46型列車，沿IND第六大道線、IND福爾頓街線與IND洛克威線營運，來往曼哈頓的57街以及皇后區的霍華德海灘-JFK機場。乘客需繳付額外的車費以乘搭JFK特快列車。其路線徽號是綠松石色。

## 車費與列車
JFK特快的車費是由列車上的列車長負責收取的，他們會在乘客登車前在已購買的車票上打孔。除了列車長外，交通督察也會登車為旅客提供保護。
JFK特快幾乎完全只使用R46型列車營運，不過即將結束營運時因應R46型列車開始中期翻新而使用R44型代替。列車起初為3節225呎長。後來加長至4節300呎長，是B分部典型列車的一半長度。列車為前往機場的乘客提供了行李架。

## 服務歷史
1978年6月，大都會運輸署宣佈了來往曼哈頓和JFK機場的「試驗性」地鐵-巴士服務。JFK特快於是在1978年9月23日以3節列車形式由57街開行。MTA更製作了幾段30秒長的電視廣告宣傳新服務。列車每日由早上5時營運至凌晨1時，每20分鐘一班車。路線自57街開始，以快車通過IND第六大道線到達西四街-華盛頓廣場，之後切換到IND第八大道線，以快車開到布魯克林下城的傑伊街-區公所。從該處起，列車不停站通過IND福爾頓街線和IND洛克威線直達霍華德海灘-JFK機場。
列車開始營運後幾年間，服務路線已經被批評為不善用資源。JFK特快並不成功，客量甚低。因為此服務路線從來沒有直接到達任何一個航廈，只是在距離車站幾百碼的地方轉乘接駁巴士才可到達機場。到了1980年5月，MTA的行政主任約翰·辛普遜建議停運特快列車，並指出該列車的客量徘徊在每年130萬名乘客左右，而每年的虧損升至250萬美元。到了1980年6月，MTA董事局成員投票決定將JFK特快定為永久服務，指出為甘迺迪機場提供大眾交通連結是必須的。當時路線的收費達3.5美元。
1983年6月，紐約市公共運輸局計劃將JFK特快連同其他路線的服務一併更改。JFK特快將延長至洛克威公園-海灘116街，同時取消5美元車費的設定和特別警察的配置，讓該列車與其他地鐵路線一樣。列車將由4節加長至8節，班次也將自20分鐘一班縮短至18分鐘一班。該計劃到了1984年1月仍在檢視中。但最後仍然沒有付諸實行。
有時因應其他路線有所改動，普通乘客可以不額外收費的情況下乘搭列車；包括1988年威廉斯堡大橋一名塗刷工人發現橫樑破洞而關閉期間。1988年12月11日至1989年10月29日，平日晚上9時至凌晨1時期間，乘客可在57街與47-50街-洛克斐勒中心之間乘搭JFK特快而不須繳付額外車費，因為當時只有此列車在該兩站之間營運。其餘時段，部分乘客繳付額外車費乘搭JFK特快前往水道賽馬場。
到了1989年10月，紐約市公共運輸局計劃廢除JFK特快，指出該路線沒有吸引足夠乘客。當時每日只有3,200人使用列車，比起列車開始營運之時的高峰4,000至5,000人有所下跌:3.14。時任紐約市公共運輸局副行政總裁喬治·米勒稱，廢除列車每年可節省700萬美元開支，並將144名工人和12節地鐵列車用於更有效的地鐵營運上。高達47%的JFK特快乘客都是霍華德海灘以及洛克威一帶，願意額外付費的通勤者。此時，列車已經是每小時一班。
1989年10月29日，IND 63街線通車，JFK特快延長至21街-皇后橋，跳過羅斯福島。然而此延長相當短命，列車因客量過低，每日只有3,200人乘搭而在1990年4月15日停運。來往霍華德海灘-JFK機場車站和機場本身的巴士服務則在JFK特快列車停運後繼續營運，也是當時機場和霍華德海灘車站唯一的交通連接:15。服務停運前，特快列車車費高達6.75美元，而乘客偏好便宜又頻密的A線列車。A線列車的使用量在JFK特快停運後上升，到了1995年約有100萬名乘客使用A線前往機場:3.14。
JFK特快停運後，A線繼續服務霍華德海灘-JFK機場車站。JFK接駁巴士服務也繼續營運，直至紐約與新澤西港務局營運的旅客捷運系統「AirTrain JFK」在2003年12月17日取代為止。AirTrain JFK同時亦可以在牙買加站與長島鐵路轉乘，以及在蘇特芬林蔭路-射手大道轉乘E，J，與Z 線前往曼哈頓:3:5。有一項「曼哈頓下城-牙買加/JFK交通計劃」，希望在JFK機場與曼哈頓下城之間途經布魯克林提供快車服務。這將與JFK特快類似，不過是以AirTrain JFK延長並途經長島鐵路大西洋支線上營運，提供一程直達機場航廈的服務。

## 行車路線

### 營運模式
JFK特快服務使用以下路線：
| 路線          | 路段                        | 軌道 |
| ------------- | --------------------------- | ---- |
| IND 63街線    | 全線                        | 全部 |
| IND第六大道線 | 西四街-華盛頓廣場以北       | 快車 |
| IND第八大道線 | 西四街-華盛頓廣場以南       | 慢車 |
| IND福爾頓街線 | 傑伊街-區公所至尤克利德大道 | 快車 |
| IND福爾頓街線 | 尤克利德大道至洛克威林蔭路  | 慢車 |
| IND洛克威線   | 霍華德海灘-JFK機場以北      | 慢車 |

### 車站
| 車站服務圖例             | 車站服務圖例              |
| ------------------------ | ------------------------- |
| 任何時候停站（深夜除外） | 任何時候停站（深夜除外）  |
| 時段資料                 |                           |
|                          |                           |
| 無障礙設施               | 車站符合ADA標準           |
| ↑                        | 車站在指定方向符合ADA標準 |
| ↓                        | 車站在指定方向符合ADA標準 |
|                          | 升降機只到夾層            |

| JFK特快                  | 中文站名             | 英文站名 | 無障礙設施 | 註釋                                     |
| ------------------------ | -------------------- | -------- | ---------- | ---------------------------------------- |
| 皇后區                   |                      |          |            |                                          |
| 任何時候停站（深夜除外） | 21街-皇后橋          |          | 無障礙設施 | IND 63街線在1989年10月29日完工後的新總站 |
| 曼哈頓                   |                      |          |            |                                          |
| 任何時候停站（深夜除外） | 萊辛頓大道-63街      |          | 無障礙設施 | 1989年10月29日開放                       |
| 任何時候停站（深夜除外） | 57街                 |          |            | IND 63街線通車以前的原總站               |
| 任何時候停站（深夜除外） | 47-50街-洛克斐勒中心 |          |            |                                          |
| 任何時候停站（深夜除外） | 42街-布萊恩特公園    |          |            |                                          |
| 任何時候停站（深夜除外） | 34街-先驅廣場        |          |            |                                          |
| 任何時候停站（深夜除外） | 西四街-華盛頓廣場    |          |            |                                          |
| 任何時候停站（深夜除外） | 錢伯斯街             |          |            |                                          |
| 任何時候停站（深夜除外） | 百老匯-納蘇街        |          |            |                                          |
| 布魯克林                 |                      |          |            |                                          |
| 任何時候停站（深夜除外） | 傑伊街-區公所        |          |            |                                          |
| 皇后區                   |                      |          |            |                                          |
| 任何時候停站（深夜除外） | 霍華德海灘-JFK機場   |          |            | 轉乘港務局接駁巴士前往機場航廈           |

## 圖片

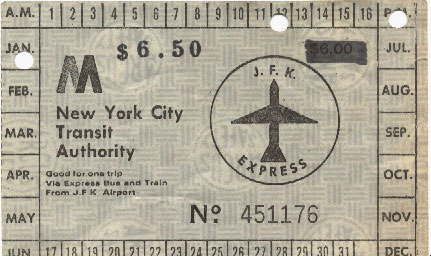
車票
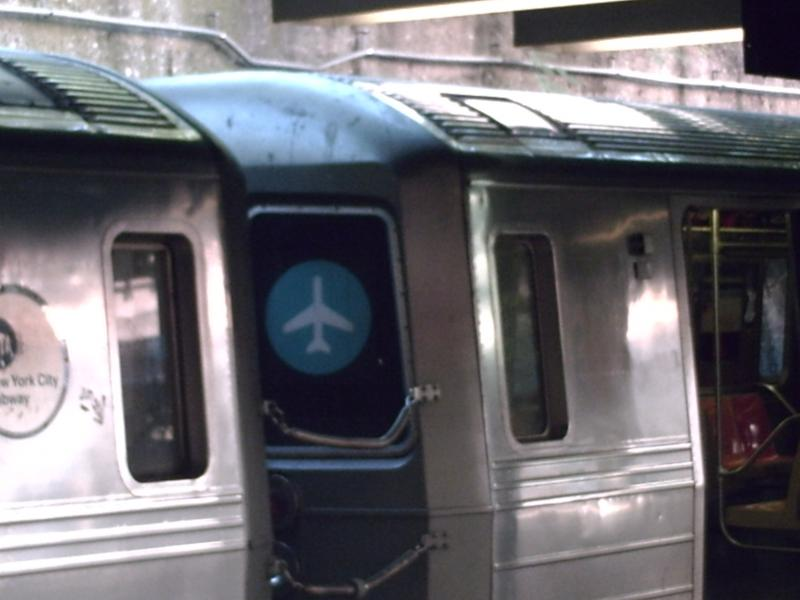
R68型列車（英语：R68 (New York City Subway car)）服務富蘭克林大道接駁線的JFK特快標誌

## 外部連結
- 各線歷史（页面存档备份，存于）
- JFK特快電視廣告「前往飛機的列車（1980年） （页面存档备份，存于）（35秒片段） - 來自MTA的YouTube影片資訊頻道 （页面存档备份，存于）（2010年1月5日上載，2010年8月20日擷取）